# Sandy Hook (maják)
Maják Sandy Hook se nachází na stejnojmenné písečné kose Sandy Hook v části pevnosti Fort Hancock ve státě New Jersey v USA. Je nejstarším funkčním majákem a historickou památkou v USA. Původně maják stál 150 m od moře, ale díky mořským nánosům písku (pobřežnímu driftu) je maják vzdálen téměř 2,4 km od moře.

## Historie
Maják byl postaven pro bezpečný vjezd lodí do jižní části přístavu New York. Maják se původně jmenoval New York, protože byl postaven z výtěžku newyorské loterie a udržován z daní všech lodí, které vpluly do přístavu New York. Maják odolal pokusu o jeho zničení Benjaminem Tupperem, aby nesloužil britskému loďstvu, a následně byl obsazen britskými vojáky v době války za nezávislost. V roce 1890 byla v blízkosti postavena pevnost Fort Hancock k obraně vjezdu do přístavu New York. Světlo majáku bylo tlumeno pouze v období španělsko-americké války, a v období první a druhé světové války.
V roce 1996 byl převeden pod správu  National Park Service. 

## Popis
Maják navrhl a postavil v roce 1764 Issac Conro stavitel z New Yorku. Byl postaven na půdorysu pravidelného osmi úhelníku s průměrem v základně 8,8 m (29 stop) směrem vzhůru se zužuje na průměr 4,5 m (15 stop) a je vysoký 31 m. Lucerna, vysoká dva metry, byla ze železa, střecha byla měděná. Obvod lucerny byl 10 m (33 stop). Osvětlení zabezpečovalo 48 olejových lamp. V roce 1857 byla instalována Fresnelova čočka III. řádu. V roce 1889 byl prvním majákem v USA, který měl elektrické osvětlení. Maják byl automatizován v roce 1965.

### Data
Charakteristika: F W . Maják svítí stálým bílým světlem 24 hodin denně s dosahem 19 nm (35 km). V aktivním provozu je Fresnelova čočka III. řádu se světelným zdrojem o výkonu 1 000 W a svítivostí 45 000 cd. 

### Označení
Zdroj
- ARLHS: USA-731
- Admirality: J1036
- USCG: 1-35040